# Abdoulay Konko
Abdoulaye Konko Faye (nascut el 9 de març de 1984 a Marsella) és un exfutbolista francès que jugava de defensa. Posteriorment fa d'entrenador de futbol.

## Trajectòria
Es va formar com a futbolista a l'ASPTT Marseille de la seva ciutat natal. La Juventus FC de Torí el va fitxar l'any 2002. Com a professional va començar a jugar a les files del Crotone d'Itàlia la temporada 2004/05 de la Sèrie B, després de ser cedit per la Juventus FC. La temporada 2006/07 va tornar a ser cedit i va debutar amb el Siena, jugant a la màxima competició italiana. La temporada següent va fitxar pel Genoa CFC, on va estar una temporada, jugant 37 partits i realitzant 3 gols. L'estiu del 2008 va signar un contracte amb el Sevilla FC. En el club andalús va disputar un total de 44 partits i va marcar 1 gol en la lliga. Va guanyar la Copa del Rei del 2010. El mes de gener de 2011 va tornar a fitxar pel Genoa CFC. Un any més tard, va fitxar per la Lazio Roma.

## Palmarès

### Sevilla FC
- Copa del Rei (2009-10)